# Афродита Урания

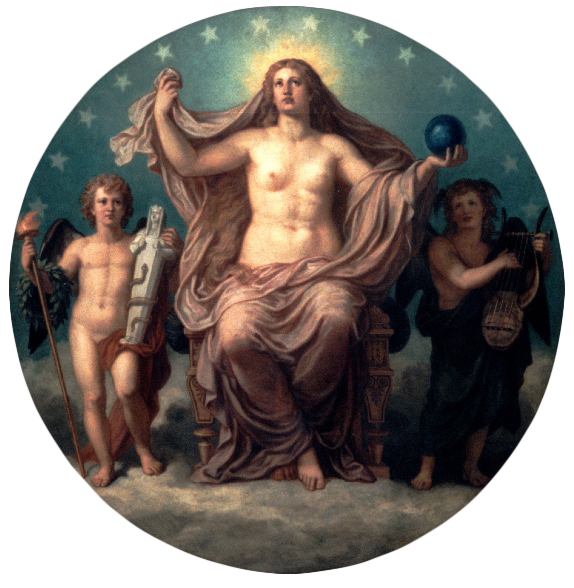
Венера Урания (Кристиан Грипенкерль, 1878)

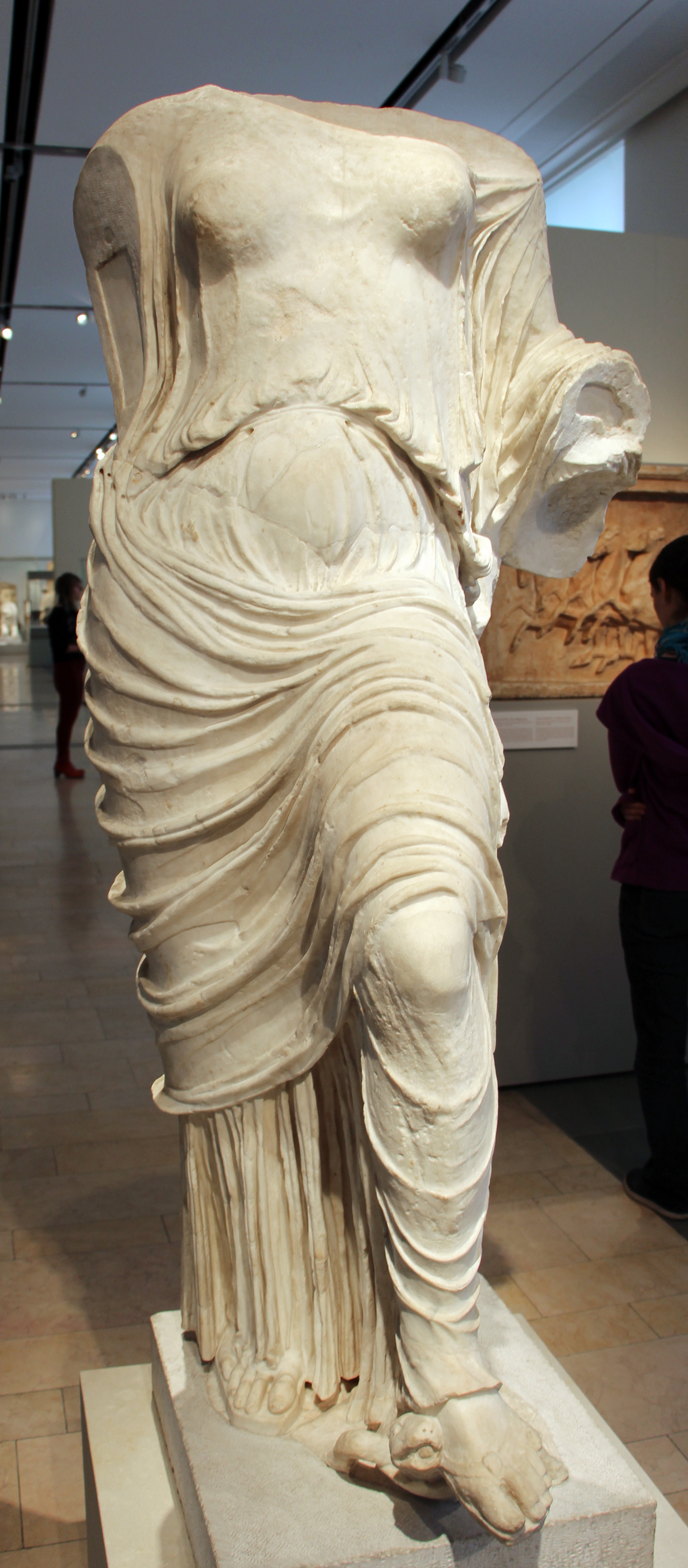
Статуя так называемой «Афродиты на черепахе», 430—420 годы до н. э., Афины.

Афродита Урания (др.-греч. Αφροδίτη Ουρανία Afroditi Ourania) — эпитет древнегреческой богини Афродиты, обозначающей её как «небесную» или «духовную» ипостась, чтобы отличить от её более земного аспекта Афродиты Пандемос, «Афродиты для всех людей». Эпитет «Урания» использовался (в основном в литературе), чтобы отличать более «небесную» любовь тела и души от чисто физической похоти. Платон представлял её как дочь греческого бога Урана, зачатую и рождённую без матери Согласно Гесиоду, Урания родилась из отрубленных гениталий Урана и вышла из морской пены.
Пандемос изначально была расширением идеи богини семейной и городской жизни, чтобы охватить весь народ, всё политическое сообщество. Следовательно, имя должно было вернуться ко времени Тесея, символа афинской государственности. Афродита Пандемос была в равных отношениях с Уранией; её называли σεμνή semni (святой), и ей служили жрицы, которым было предписано строгое целомудрие. Однако со временем значение этого термина претерпело изменения, вероятно, благодаря философам и моралистам, благодаря которым было проведено радикальное различие между Афродитой Уранией и Афродитой Пандемос.
Согласно Платону, есть две Афродиты, «старшая, не имеющая матери, которую называют небесной Афродитой — она — дочь Урана; младшую, которая является дочерью Зевса и Дионы — её мы называем общей». Такое же различие можно найти и у Ксенофона, хотя автор сомневается, есть ли две богини, или Урания и Пандемос являются двумя именами одной и той же богини, точно так же, как Зевс имеет много эпитетов; но в любом случае, говорит он, ритуал Урании чище, серьёзнее ритуала Пандемос. Та же идея выражена в утверждении, что по прошествии времени Солона гетеры были поставлены под защиту Афродиты Пандемос. Но нет никаких сомнений в том, что культ Афродиты был в целом таким же чистым, как и культ любых других божеств, и хотя в более поздние времена могло существовать различие между богиней законного брака и богиней свободной любви, эти эпитеты не отражают эту идею.

## Этимология и имена
Согласно Геродоту, арабы называли этот аспект богини «Алитта» (др.-греч. Άλίττα) или «Алилат» (др.-греч. Άλιλάτ).
Наиболее характерный для греческой Афродиты эпитет в Западной Азии — Урания, семитская «королева небес». Это объяснялось ссылкой на лунный характер богини, но более вероятно означает «она, чьё место на небесах», откуда она осуществляет свое влияние на весь мир — и землю, и море, и воздух.

## Почитание
Культ Афродиты Урании был впервые установлен в Китире, вероятно, в связи с торговлей пурпуром, а в Афинах он был связан с легендарным Порфирионом. В Фивах Гармонии (которая была отождествлена с самой Афродитой) посвятили три статуи: Афродита Урания, Афродита Пандемос и Афродита Апотрофия (др.-греч. Άφροδίτη Άποτροφία, что означало «Афродита Изгоняющая», потому что в этой роли она изгоняет зло из сердец людей).
Вино не использовалось в возлияниях, предложенных Афродите Урании.

## Искусство
Афродита Урания представала в греческом искусстве в виде лебедя, черепахи или земного шара.